# Jean Ruiz
Jean Ruiz, né le 6 avril 1998 à Guebwiller, est un footballeur français qui évolue au poste de défenseur central ou de milieu défensif au Pau FC.
Avec l'équipe de France des moins de 17 ans, il remporte le championnat d'Europe des moins de 17 ans en 2015.

## Biographie
Jean Ruiz commence le football à l'ASCA Wittelsheim à l'âge de 6 ans, il rejoint ensuite en 2011 l'US Wittenheim avant d'intégrer le centre de formation du FC Sochaux-Montbéliard en 2012. 
En août 2014, à seulement 16 ans, il joue son premier match avec la réserve du FC Sochaux-Montbéliard en CFA contre le FC Fleury 91. En fin de saison, il remporte la Coupe Gambardella avec l'équipe des moins de 19 ans du FC Sochaux-Montbéliard. N'étant que remplaçant, il fera son entrée en jeu à la 62e minute de jeu pour consolider la victoire des Sochaliens contre l'Olympique lyonnais deux buts à zéro. La même année, avec l'équipe de France des moins de 17 ans, il remporte le championnat d'Europe des moins de 17 ans en battant l'Allemagne. Il est également appelé pour participer à la Coupe du monde.
Peu avant le début de la saison 2016-2017, il signe professionnel avec le FCSM et joue son premier match pro deux mois plus tard lors du premier tour de Coupe de la Ligue en étant titularisé contre le Gazélec Ajaccio.
En juin 2019, il quitte Sochaux pour s’engager au FC Sion. 

### Pau FC
Au début de la saison 2022-2023, Ruiz revient en France et signe au Pau FC en Ligue 2. Dans un premier temps, il est plutôt destiné à un statut de remplaçant derrière le capitaine Antoine Batisse et l'expérimenté Xavier Kouassi. Toutefois, en raison de la malheureuse blessure de Batisse, Jean Ruiz effectue une saison complète, disputant 39 matches et contribuant au maintien du club. Ruiz s'impose alors comme une valeur sûre de l'effectif béarnais.
Fortement sollicité à l'intersaison, Ruiz décide néanmoins de poursuivre l'aventure en Béarn pour la saison 2023-2024, en dépit de la nouvelle politique sportive du club davantage orientée vers le trading de joueurs.  Ruiz a disputé 71 des 76 matchs possibles en Ligue 2, marquant trois buts et devenant l'un des joueurs de champ les plus utilisés.
À l'issue de la saison, Jean Ruiz est annoncé comme quittant le Pau FC après deux ans au club, à la suite d'un désaccord salarial. Sa non-prolongation fait suite à celle de Henri Saivet, malgré les efforts du directeur sportif Luis de Sousa pour le retenir. Finalement, Ruiz prolonge de deux saisons supplementaires.
Au début de la saison 2025-2026, il devient le nouveau capitaine du Pau FC. Le club débute la saison par une victoire deux buts à zéro au Nouste Camp face au FC Annecy. 

## Statistiques
| Saison                | Club                   | Championnat           | Championnat | Championnat | Coupe nationale | Coupe nationale | Coupe de la Ligue | Coupe de la Ligue | Total | Total |
| Saison                | Club                   | Division              | M.          | B.          | M.              | B.              | M.                | B.                | M.    | B.    |
| 2016-2017             | FC Sochaux-Montbéliard | Ligue 2               | 9           | 0           | -               | -               | 3                 | 0                 | 12    | 0     |
| 2017-2018             | FC Sochaux-Montbéliard | Ligue 2               | 23          | 1           | 3               | 2               | -                 | -                 | 26    | 3     |
| 2018-2019             | FC Sochaux-Montbéliard | Ligue 2               | 16          | 0           | 3               | 0               | -                 | -                 | 19    | 0     |
| Sous-total            | Sous-total             | Sous-total            | 48          | 1           | 6               | 2               | 3                 | 0                 | 57    | 3     |
| 2019-2020             | FC Sion                | Super League          | 18          | 0           | 2               | 0               | -                 | -                 | 20    | 0     |
| 2020-2021             | FC Sion                | Super League          | 16          | 0           | 2               | 0               | -                 | -                 | 18    | 0     |
| 2021-2022             | FC Sion                | Super League          | 1           | 0           | 1               | 0               | -                 | -                 | 2     | 0     |
| Sous-total            | Sous-total             | Sous-total            | 35          | 0           | 5               | 0               | -                 | -                 | 40    | 0     |
| 2021-2022             | US Boulogne            | National              | 17          | 0           | -               | -               | -                 | -                 | 17    | 0     |
| 2022-2023             | Pau FC                 | Ligue 2               | 36          | 0           | 3               | 0               | -                 | -                 | 39    | 0     |
| 2023-2024             | Pau FC                 | Ligue 2               | 35          | 3           | 2               | 0               | -                 | -                 | 37    | 3     |
| 2024-2025             | Pau FC                 | Ligue 2               | 28          | 1           | 2               | 0               | -                 | -                 | 30    | 1     |
| 2025-2026             | Pau FC                 | Ligue 2               | 2           | 0           | -               | -               | -                 | -                 | 2     | 0     |
| Sous-total            | Sous-total             | Sous-total            | 101         | 4           | 7               | 0               | -                 | -                 | 108   | 4     |
| Total sur la carrière | Total sur la carrière  | Total sur la carrière | 201         | 5           | 18              | 2               | 3                 | 0                 | 222   | 7     |

## Palmarès
Jean Ruiz remporte la Coupe Gambardella avec l'équipe des moins de 19 ans du FC Sochaux-Montbéliard en 2015.
Avec l'équipe de France des moins de 17 ans, il gagne l'Euro U17 en 2015.